# Female Perversions
Pour plus de détails, voir Fiche technique et Distribution.
Female Perversions (Perversions féminines) est un film germano-américain réalisé par Susan Streitfeld, sorti en 1996.

## Synopsis
Une avocate ambitieuse se complait dans des plaisirs sexuels excessifs aussi bien avec des partenaires masculins que féminins, tout en traitant ses problèmes de vie personnelle, y compris aider sa sœur kleptomane.

## Fiche technique
- Titre original : Female Perversions
- Réalisation : Susan Streitfeld
- Scénario : Susan Streitfeld, Julie Hébert d'après le roman de Louise J. Kaplan (fi)
- Photographie : Teresa Medina
- Montage : Curtiss Clayton et Leo Trombetta
- Société(s) de production : Mindy Affrime, Degeto Film, Kinowelt Filmproduktion
- Pays d'origine :  États-Unis  Allemagne
- Langue d'origine : anglais
- Lieu de tournage : Bakersfield, Californie, États-Unis
- Format : couleurs
- Genre : Drame, thriller érotique
- Durée : 119 minutes
  -  États-Unis :
    - 22 janvier 1996 au Festival du film de Sundance
    - 25 avril 1997

  -  Allemagne : 1996
  -  Australie : 13 mars 1997
  -  Royaume-Uni : 2 mai 1997
  -  Suisse : 22 août 1997
  -  Espagne : 18 juin 1998
  -  Islande : 30 juin 1998
  -  Japon : 10 octobre 1998

## Distribution
- Tilda Swinton : Eve Stephens
- Amy Madigan : Maddie Stephens
- Karen Sillas : Renee
- Frances Fisher : Annunciata
- Clancy Brown : John
- Laila Robins : Emma
- John Diehl : Jake Rock
- Paulina Porizkova : Langley Flynn
- Dale Shuger : Edwina
- Sandy Martin : Trudy
- Marcia Cross : Beth Stephens
- John Cassini (en) : Gas Station Attendant
- Shawnee Smith : Make-Up Salesgirl
- Nina Wise : Lingerie Saleswoman
- Judy Jean Berns : Boutique Saleswoman
- J. Patrick McCormack : Wallace (as Patrick J. McCormack)
- Abdul Salaam El Razzac : Homeless Man (as Abdul Salaam el Razzac)
- Elizabeth Cava : Female Jail Guard
- Scotch Ellis Loring : Cab Driver
- Rick Zieff : Office Boy
- Don Gettinger : Mr. Stephens
- Marra Racz : Earthwoman
- Ruben Knight : Judge
- Russ Gething : Courthouse Guard
- Bailee Bileschi : Young Eve
- Kim Blank : Mother in Boutique
- Robert Rider : Old Man in Boutique
- Eva Rodriguez : Latina Cleaning Woman
- Bea Marcus : Old Lady on Bus Bench
- Jim James : Detective
- Evangelina Rodriguez : Latina Corn Seller
- Kirstie Tyrone : Young Madelyn
- Tere Wierson : Caryatid in Fantasy
- Rana Joy Glickman : Caryatid in Fantasy
- Viktor Manuel : Caryatid in Fantasy
- Tony Pendegrass : Caryatid in Fantasy
- Wade Durbin : King
- Azalea Davila : Queen
- Lisa Jane Persky : Margot